# Greddach

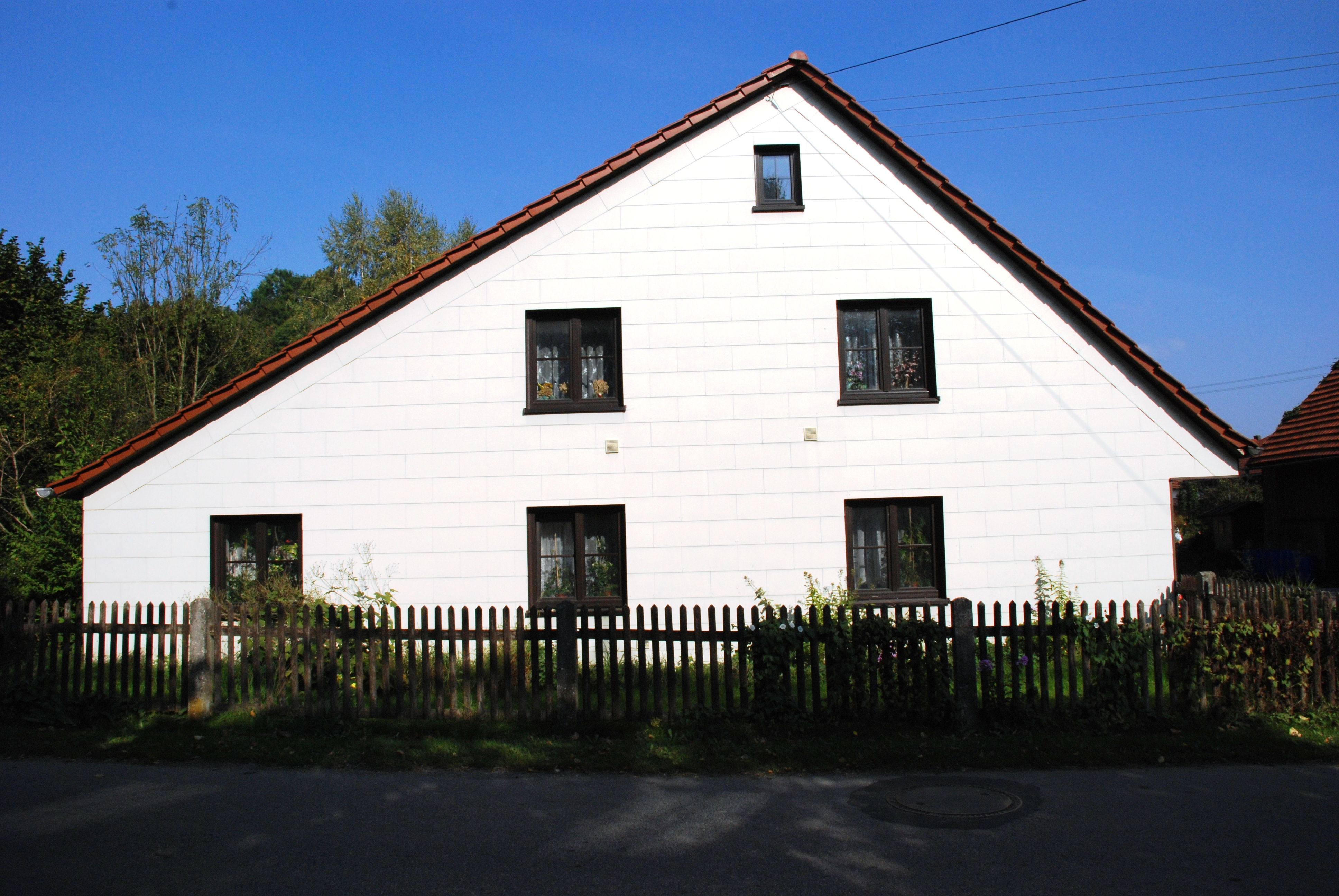
Bauernhaus in Oberbayern mit einhüftigem Greddach (Überstand rechts)

Ein Greddach ist eine Dachform, die bei historischen Häuser in Ober- und Niederbayern verbreitet ist. Das Dach steht dabei asymmetrisch entlang nur einer Traufseite weit über. So wird unter dieser Auskragung ein schmaler gepflasterter Weg (Gred) entlang der Eingangsseite des Hauses vor der Witterung geschützt.

Bildergalerie
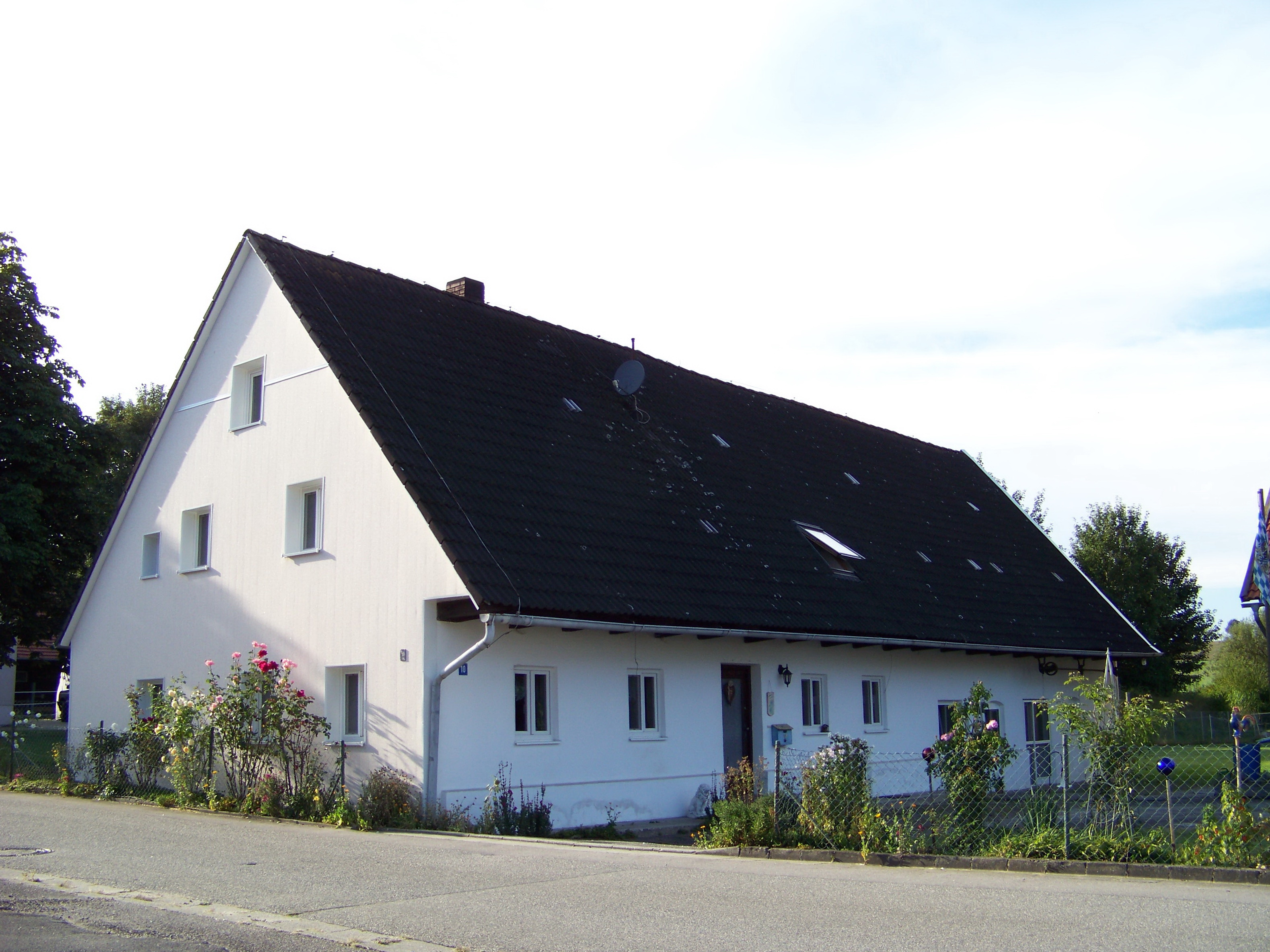
Greddach, 1. Hälfte 19. Jahrhundert (Pfeffenhausen, Tabakried, Haus Nr. 10)
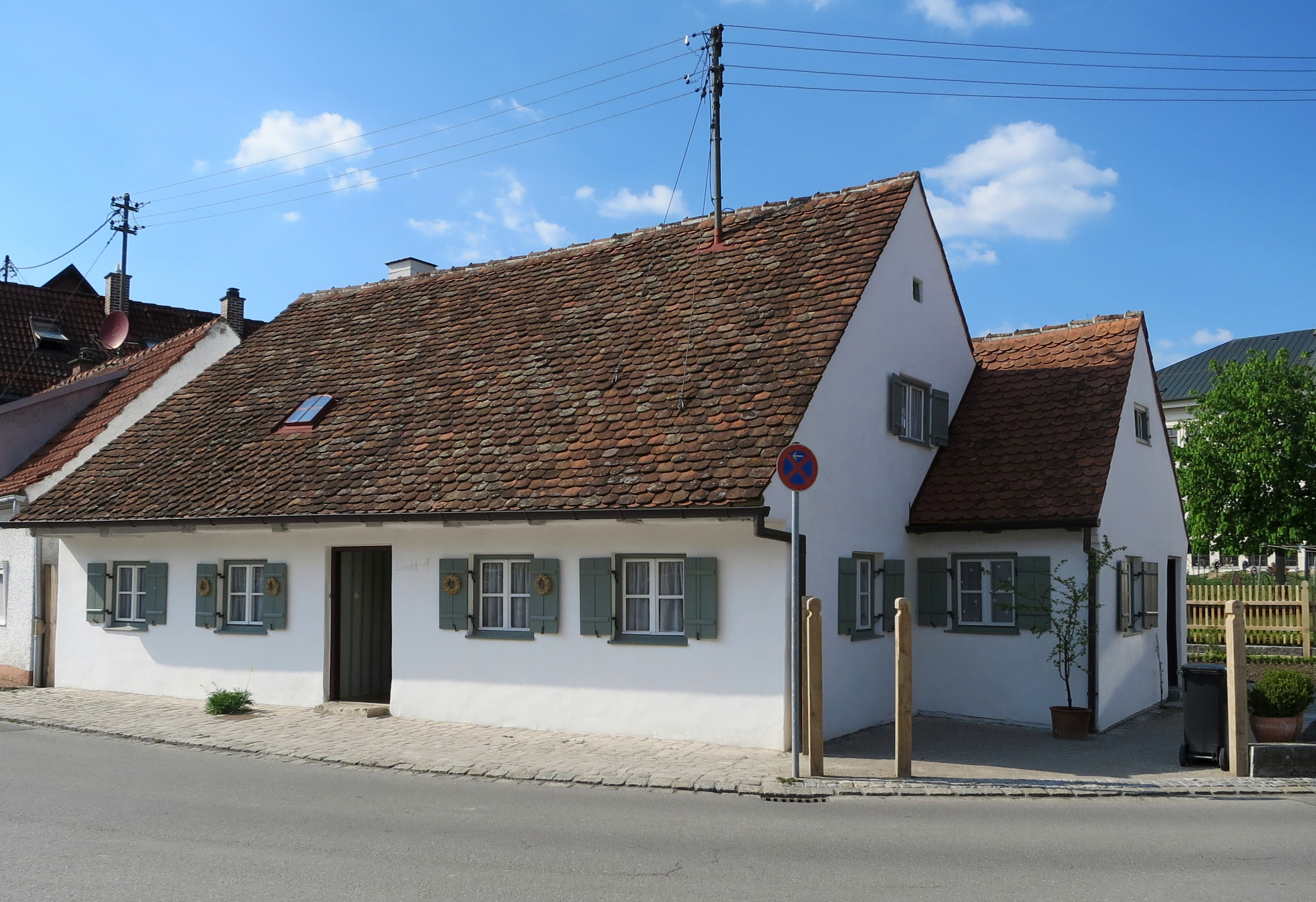
Greddach am Weberhäusl von 1705 (Pfaffenhofen an der Ilm, Draht 8)
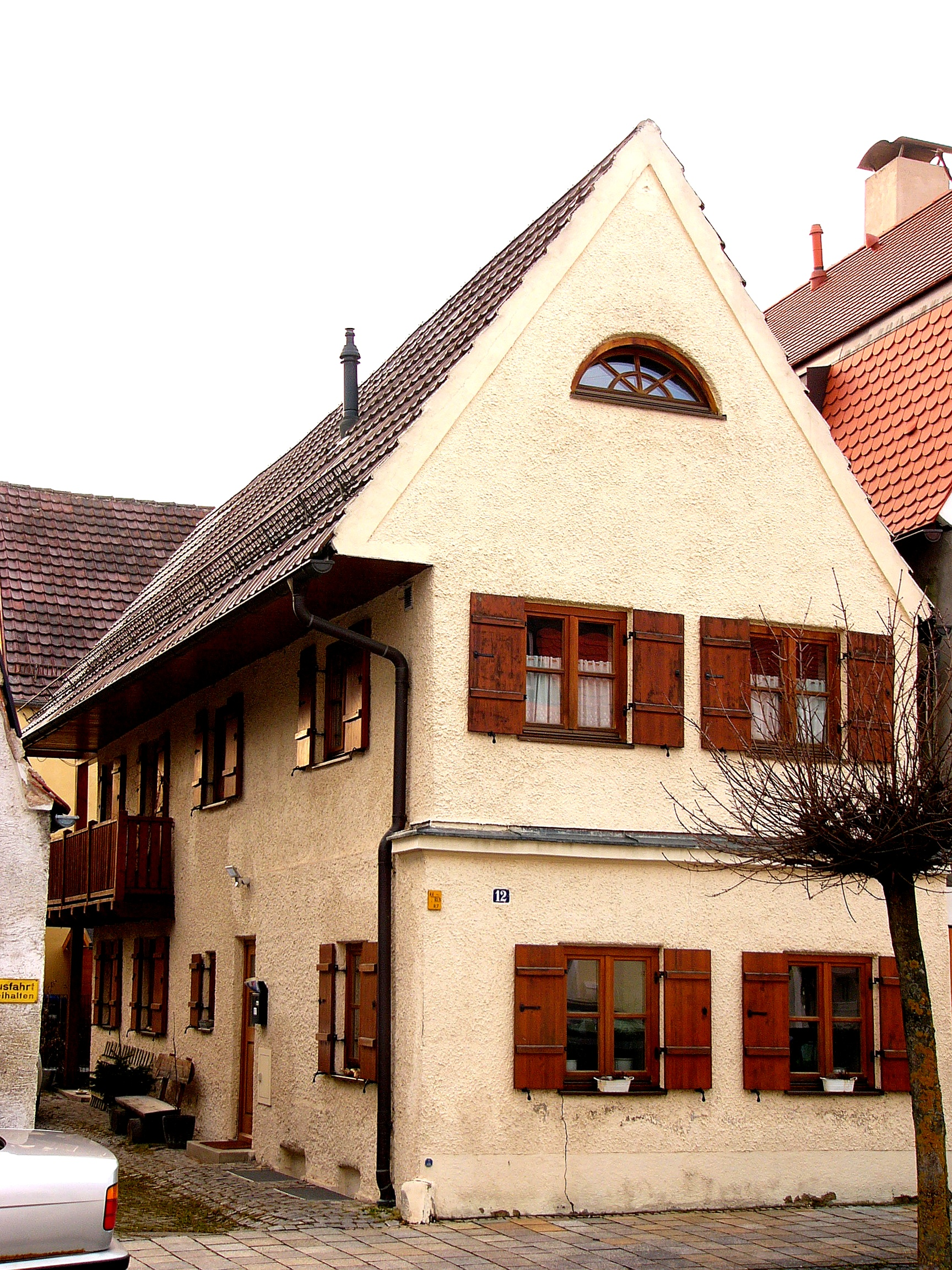
Greddach an einem Bürgerhaus, 1658 (Friedberg in Bayern, Jungbräustraße 12)
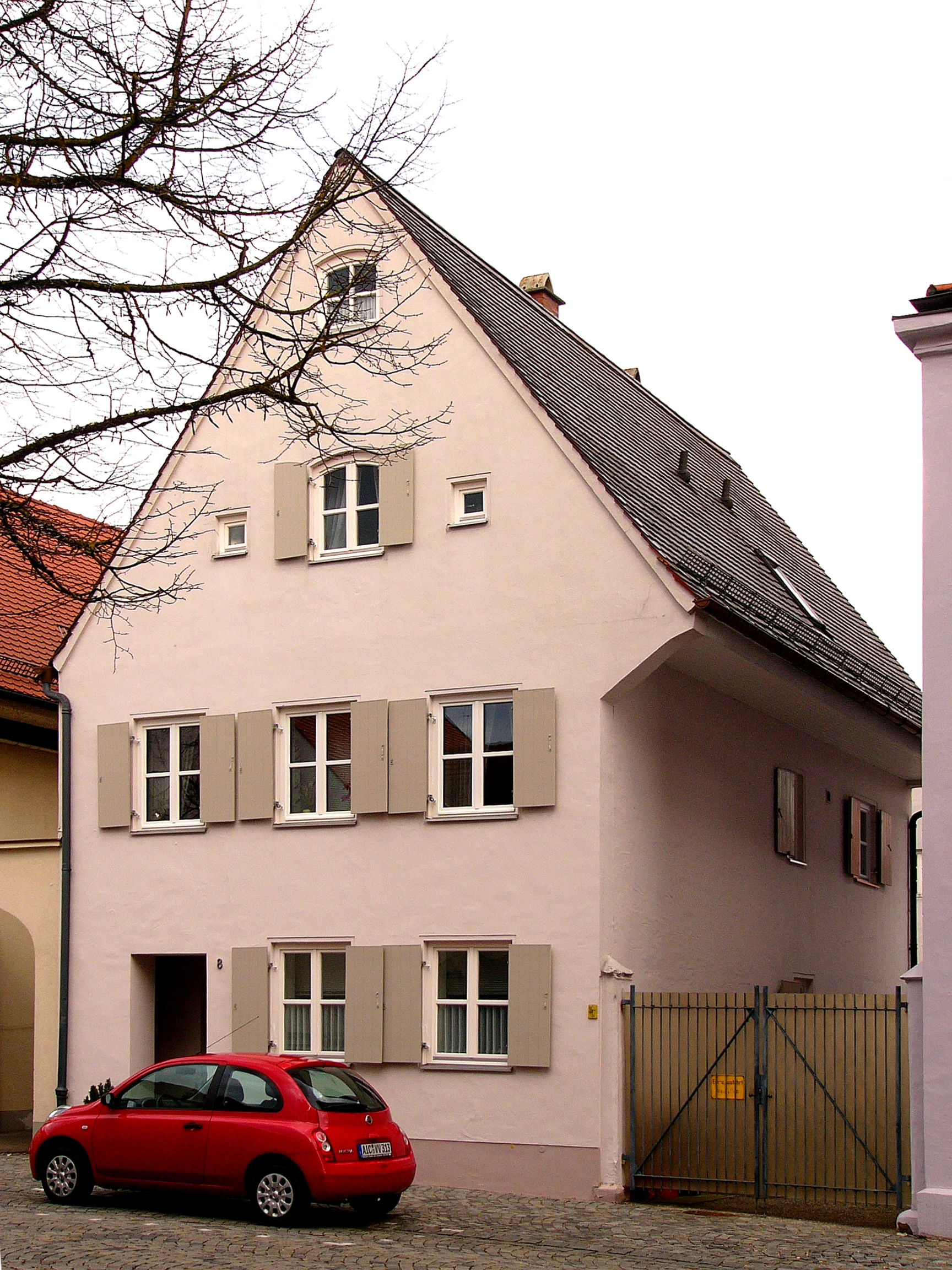
Greddach an einem Bürgerhaus, 18. Jahrhundert (Friedberg in Bayern, Pfarrstraße 8)